# Vöröstönkű fülőke
A vöröstönkű fülőke (Gymnopus erythropus) az Omphalotaceae családba tartozó, Európában honos, lomberdőkben élő, nem ehető gombafaj. 

## Megjelenése
A vöröstönkű fülőke kalapja 1,5-3 cm széles, alakja eleinte domború, de hamar széles domborúan, laposan kiterül. Széle szabálytalan, sokszor felhajló, bordázott. Felszíne sima. Higrofán (nedvesen sötétebb); színe nedvesen okkerbarna vagy okkeres húsbarna, széle áttetszően bordázott a kalap feléig; szárazon krémszínű.
Húsa vékony, vizenyős, színe fehéres, világosbarnás. Szaga gomba- vagy fűszerű, néha rothadó káposztára emlékeztet; íze enyhe, de fűhöz vagy frissen fűrészelt fához is hasonlították.  
Viszonylag ritkás lemezei felkanyarodók. Színük fehéres krémszín.
Tönkje 3-6 cm magas és 0,2-0,4 cm vastag. Alakja karcsú, hengeres. Felszíne sima. Színe vörösbarna vagy sárgásbarna, a töve felé sötét vörösbarna, a csúcsa világosabb. Csoportosan több tönk töve összenőhet.
Spórapora fehér. Spórája 5,8-7,4 x 3,2-4,4 µm-es.

### Hasonló fajok
A rozsdásszárú fülőke, a büdös fülőke, a csoportos fülőke, a gyapjaslábú fülőke hasonlíthat hozzá. 

## Elterjedése és termőhelye
Európában honos. 
Lomberdőkben él, korhadó törzseken, ágakon, faanyagon él, többnyire csoportosan. Szeptembertől októberig terem. 

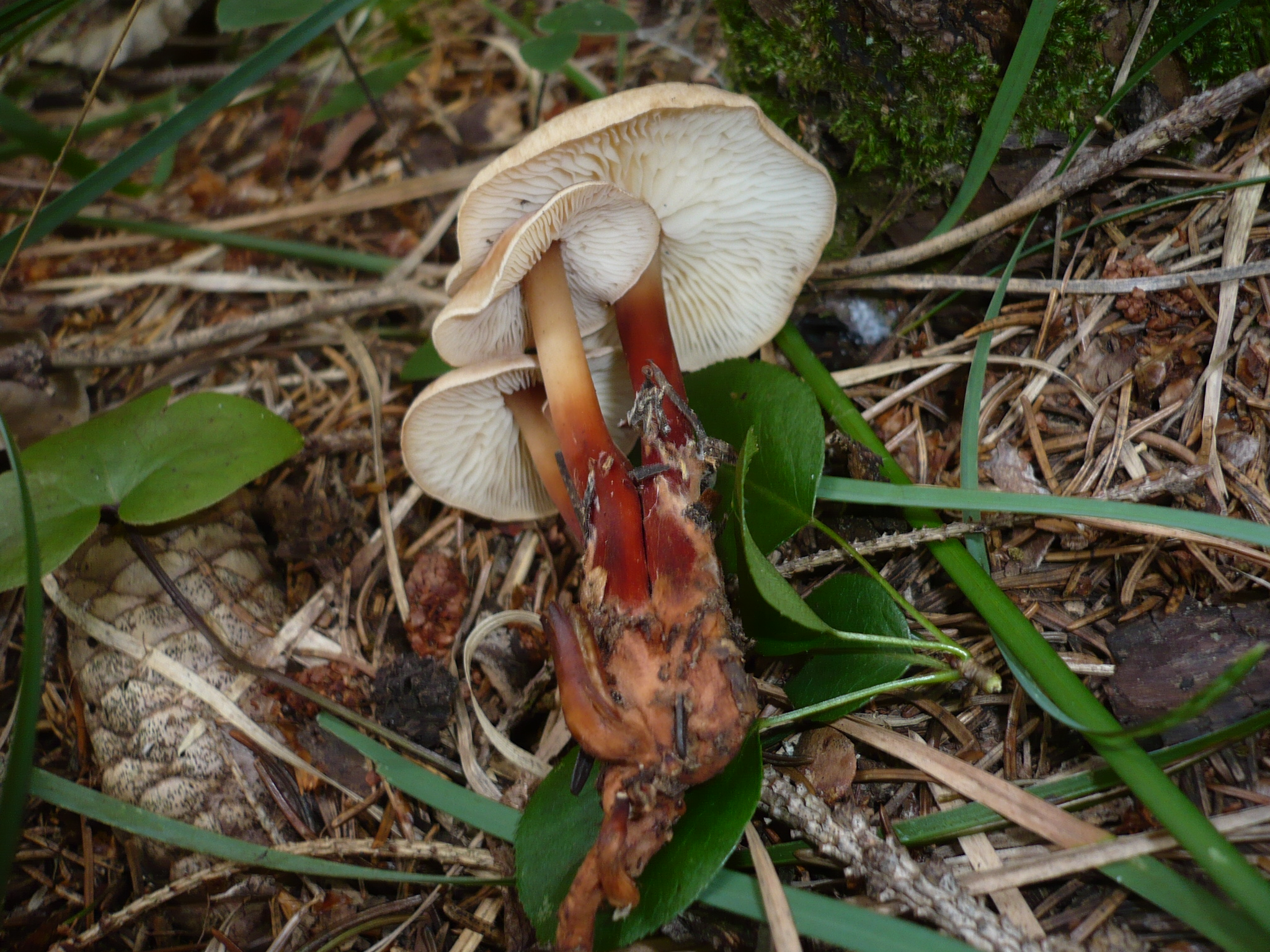
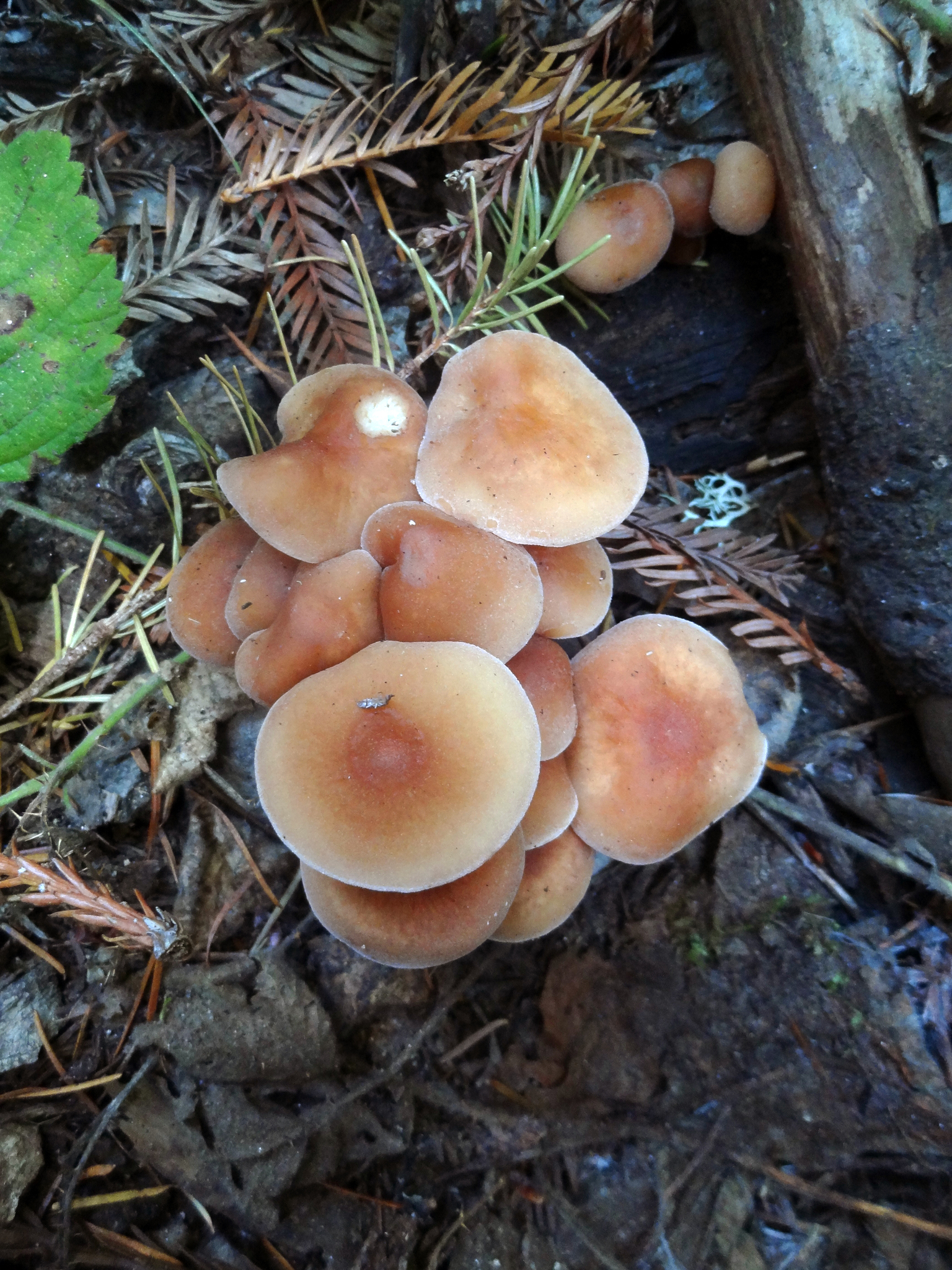
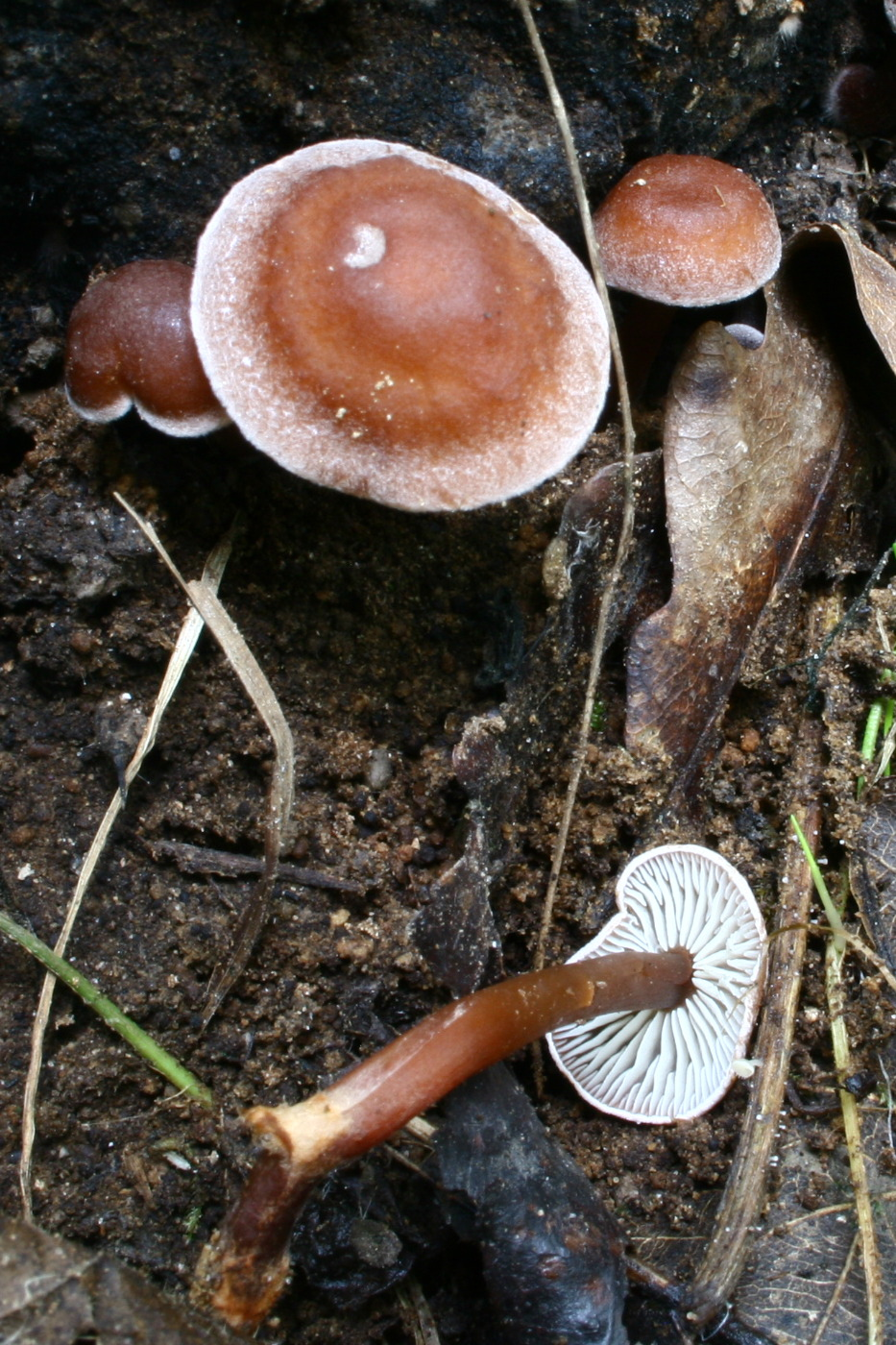
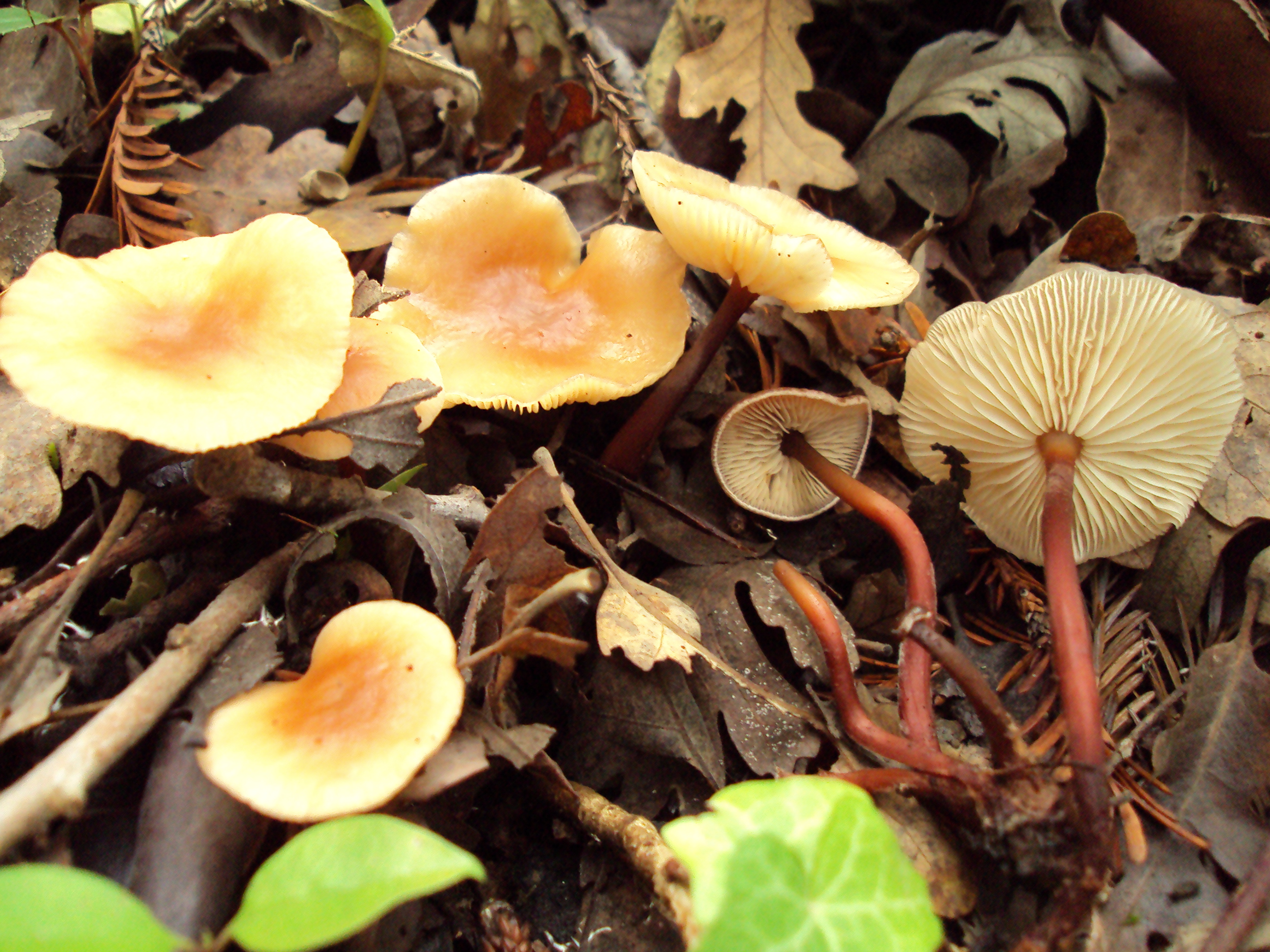
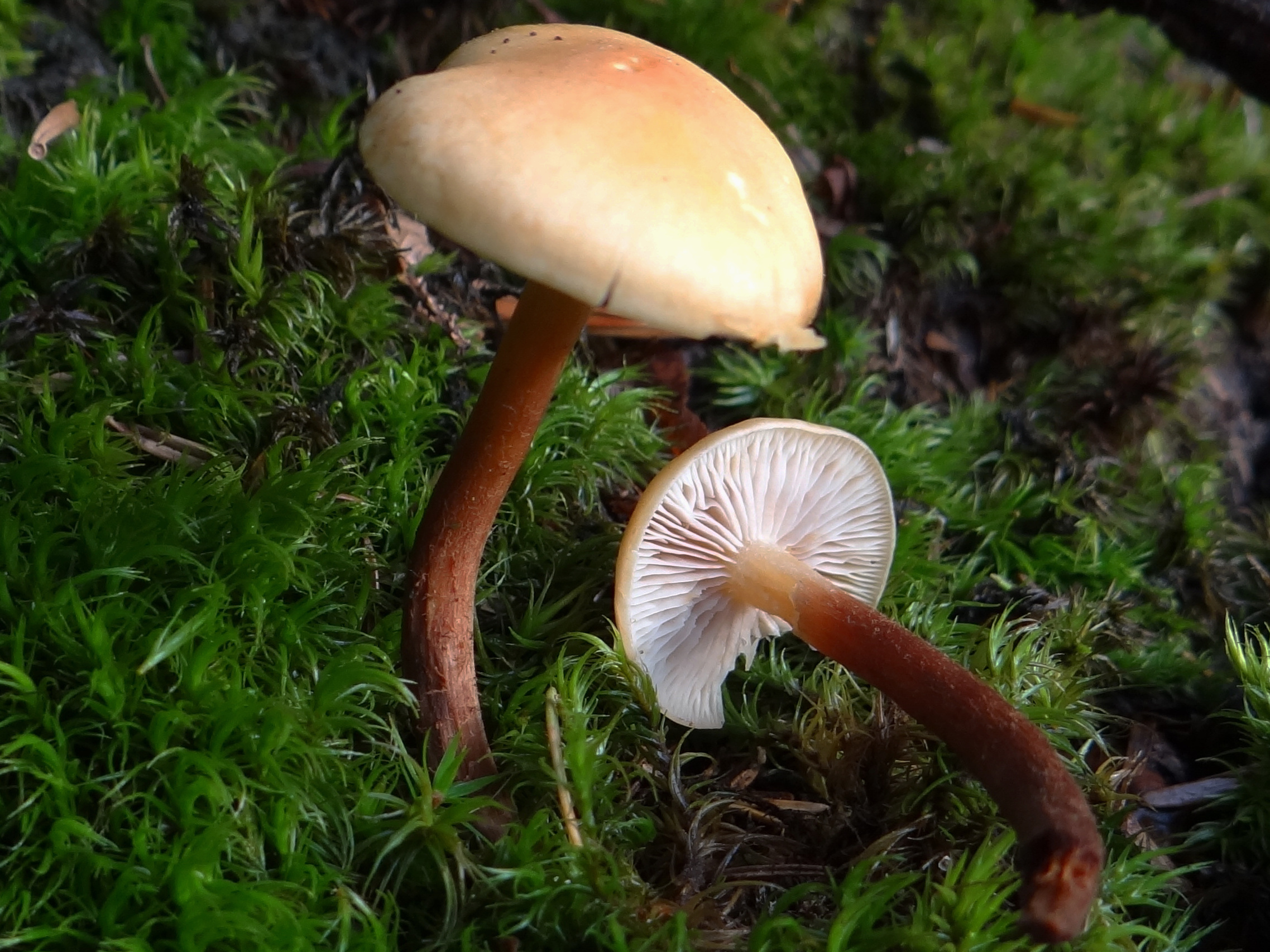

Nem ehető.